# Dorfkirche Karpzow

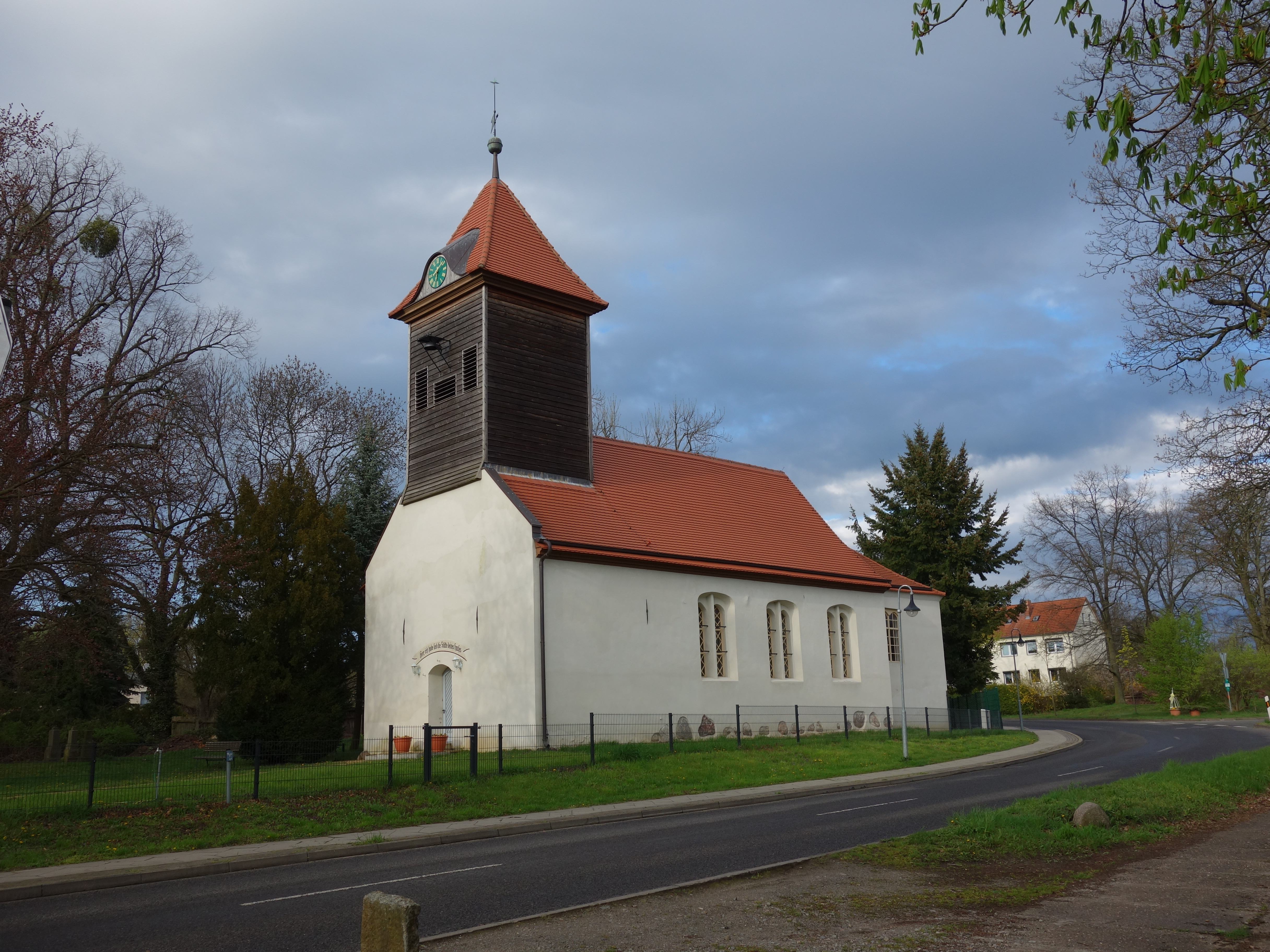
Dorfkirche Karpzow

Die evangelische, denkmalgeschützte Dorfkirche Karpzow steht in Karpzow, einem Wohnplatz im Ortsteil Buchow-Karpzow der Gemeinde Wustermark im Landkreis Havelland von Brandenburg. Die Kirchengemeinde gehört zum Pfarrsprengel Wustermark im Kirchenkreis Falkensee der Evangelischen Kirche Berlin-Brandenburg-schlesische Oberlausitz.

## Beschreibung

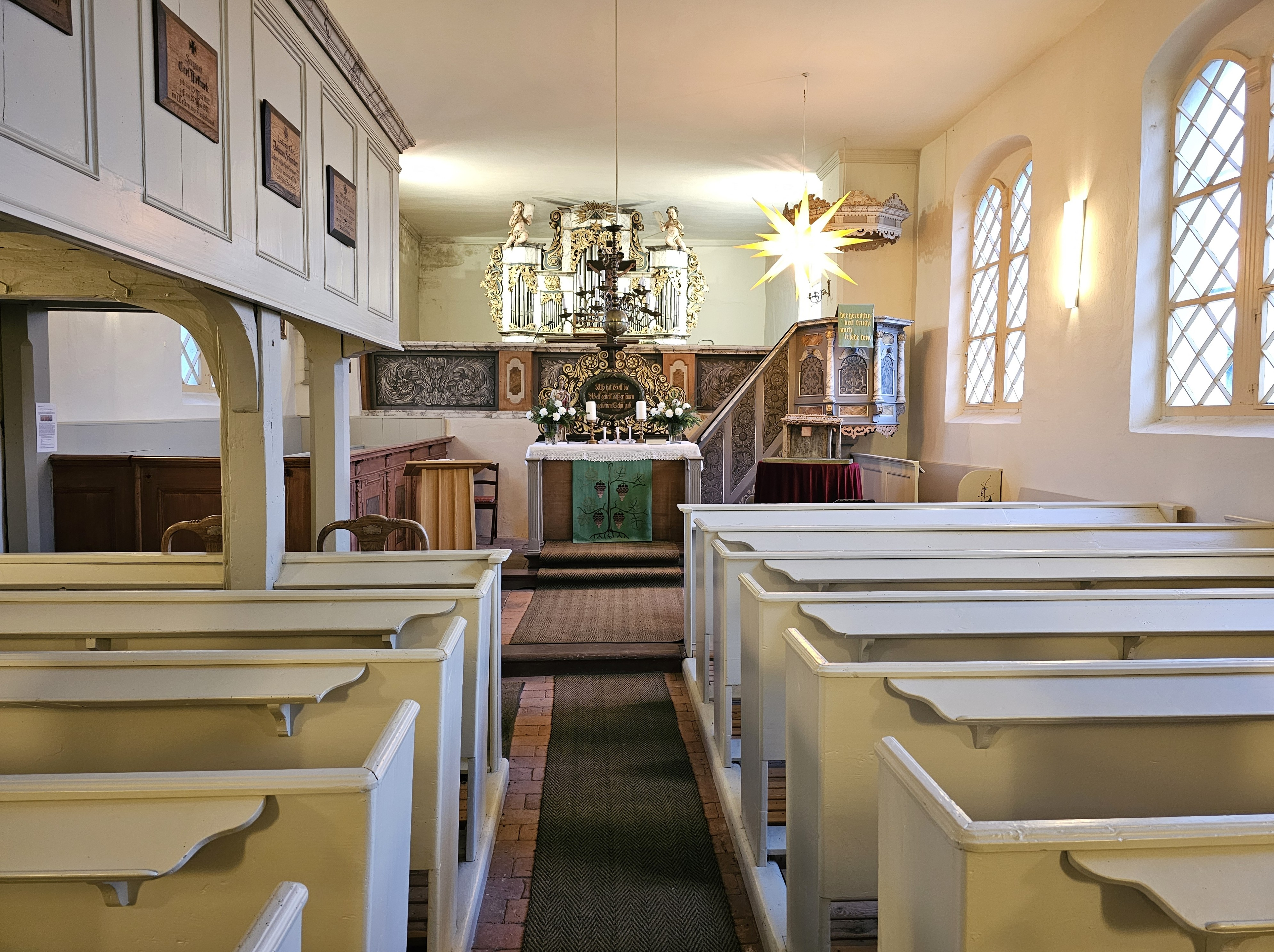
Innenraum

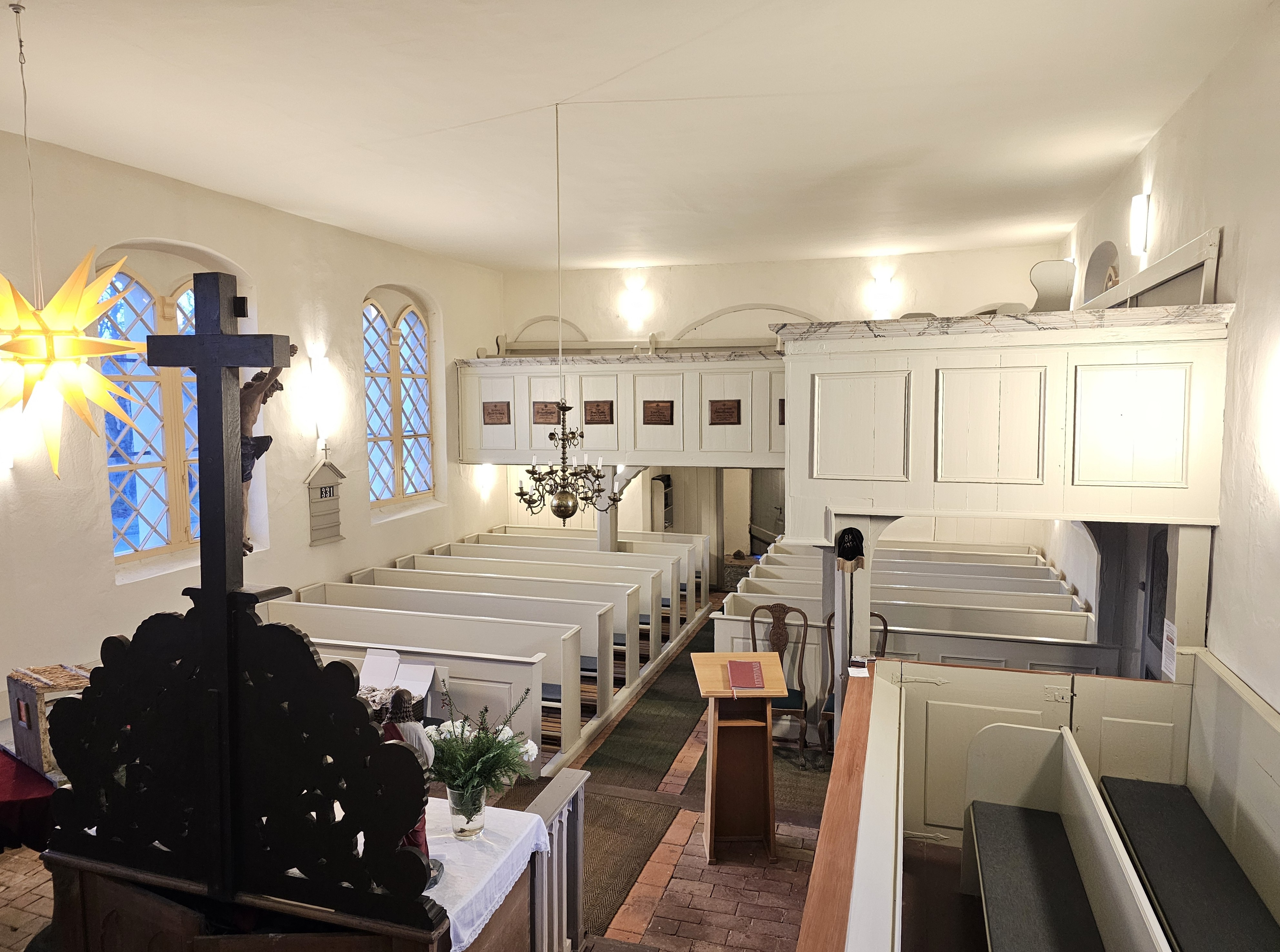
Blick zur rückwärtigen Empore

Das verputzte Langhaus der Saalkirche wurde 1678 erbaut. Der eingezogene Anbau im Osten in der Art eines Chores und der verbretterte, mit einem Pyramidendach bedeckte Dachturm, der ist sich im Westen aus dem Satteldach des Langhauses erhebt, entstanden 1824. Die Turmuhr befindet sich im Pyramidendach. Im Glockenstuhl hängen zwei spätmittelalterliche Kirchenglocken. Der Innenraum ist geprägt von der Renovierung 1954/55.
Die Orgel mit 7 Registern auf einem Manual und Pedal wurde 1957 von Alexander Schuke Potsdam Orgelbau hinter den Prospekt der 1723 von David Baumann gebauten Orgel gebaut.